# Proces wczesnośredniowieczny
Proces wczesnośredniowieczny – typ procesu, który wytworzył się w Europie w okresie wczesnego średniowiecza. Począwszy od XIII wieku proces ten był wypierany przez proces inkwizycyjny, co ostatecznie nastąpiło w większej części Europy w XVI wieku.
Cechami charakterystycznymi procesu wczesnośredniowiecznego były m.in.:
- Brak odrębności postępowania karnego i cywilnego – każdy proces był procesem karnym;
- Skargowość procesu – proces wszczynany był wyłącznie pod warunkiem złożenia skargi przez uprawnionego oskarżyciela;
- Dominacja trybu prywatnego – oskarżycielem w procesie był w przeważającej ilości wypadków sam pokrzywdzony lub jego rodzina, z oskarżenia publicznego ścigane były wyłącznie czyny wymierzone przeciwko państwu, mirowi powszechnemu, a także przestępstwa zawodowe (m.in. łotrostwo);
- Jawność rozprawy;
- Ustność procesu, przejawiająca się tym, że wszystkie czynności procesowe dokonywane były ustnie;
- Formalizm procesu – strony były zobowiązane ściśle przestrzegać form postępowania i formuł słownych, ich niedopatrzenie mogło skutkować przegraną strony;
- Oddzielenie postępowania dowodowego od postępowania sądowego – post. dowodowe było warunkowe i przeprowadzane było po zakończeniu post. sądowego, gdy oskarżony zaprzeczył swej winie (w tej sytuacji wyrok miał charakter warunkowy, uzależniony od wyniku post. dowodowego);
- Wśród środków dowodowych dominowała przysięga strony poparta przez ewentualne przysięgi współprzysięgników oraz ordalia, mniejsze znaczenie miały dowody z dokumentu i ze świadka.